# Hirschbach (Bavière)
Pour les articles homonymes, voir Hirschbach.
Hirschbach est une commune de Bavière (Allemagne), située dans l'arrondissement d'Amberg-Sulzbach, dans le district du Haut-Palatinat, à 25,5 km au nord-ouest de Sulzbach-Rosenberg et à 37 km au nord-ouest d'Amberg.
La commune d'Hirschbach est née en 1971 de la réunion des villages de Hirschbach, Eschenfelden et Achtel. Elle fait partie de la communauté administrative de Königstein.

Situation de la commune de Hirschbach dans l'arrondissement d'Amberg-Sulzbach